# Fiat 10 HP
Der Fiat 10 HP war das fünfte Modell des italienischen Automobilherstellers Fiat. Gemeinsam mit dem Fiat 8 HP ersetzte er den Fiat 6 HP, wobei es sich um eine Weiterentwicklung dieses Modells handelte. Der Fiat 6 HP beruhte wiederum auf dem Fiat 3,5 HP, den der Ingenieur Aristide Faccioli für Fiat entworfen hatte. Nach dem 6 HP wurde auch der 10 HP von Faccioli gestaltet. Die Technik blieb gleich, jedoch änderte sich die grundsätzliche konstruktive Ausrichtung.
Wurde der 6 HP noch in der Karosserievariante Vis-à-vis ausgeliefert, war der 10 HP nun ein Phaeton mit hintereinander angeordneten Sitzreihen. Im Gegensatz zum 8 HP, der speziell für den kommerziellen Gebrauch als Taxi entwickelt worden war, da derzeit noch kaum Automobile von Privatkäufern erworben wurden.
Wie beim 6 HP verfügte das Modell über einen 2-Zylinder-Ottomotor mit 1082 cm³ mit zwei Ventilen pro Zylinder. Dies ermöglichte eine maximale Leistung von 10 PS. Der Antrieb erfolgte über ein 3-Gang-Schaltgetriebe mit Ketten auf die Hinterräder und ermöglichte eine maximale Geschwindigkeit von 45 km/h. War ein Lenkrad beim 6 HP noch nur als Option statt einer Lenkstange erhältlich, gehörte es beim 10 HP zur Serienausstattung. Der Preis des 10 HP in Standardausrüstung betrug 9000 Italienische Lira.
Vermutlich aufgrund des gestiegenen Verbrauchs wegen des höheren Gewichtes war das Modell kein Erfolg für Fiat. Statt 20 beim 6 HP wurden nur, je nach Quelle, 3 oder 5 Exemplare gebaut. Noch 1901 wurde daher als Nachfolgemodell, auch für den wesentlich erfolgreicheren 8 HP, der Fiat 12 HP eingeführt.